# Strephonema
Strephonema, rod grmova i drveća iz porodice Combretaceae, smješten u vlastitu monogeneričku potporodicu Strephonematoideae. Pripada mu preko tri vrste u zapadnoj i zapadnoj središnjoj tropskoj Africi

## Opis
Rod Strephonema (Combretaceae) obuhvaća tri vrste ograničene na vlažne tropske šume zapadne Afrike (S. pseudocola) i središnje Afrike (S. mannii i S. sericeum). Moguća četvrta vrsta iz središnje Afrike još se ne može razlikovati zbog nedostatka cvijeća. Prisutnost jednostavnog receptakuluma koji se ne može odvojiti u gornji i donji dio, te velikog ploda s ostacima cvijeta koji se nalazi blizu baze, a ne na vrhu, omogućuje razlikovanje ovog roda od svih ostalih Combretaceae. Strephonema vrste su mala do dominantna šumska stabla; S. mannii je poznat samo iz poplavnih šuma. Prikazan je ključ vrste, uz kratke opise i potpuni sinonim. Označeno je nekoliko lektotipova.

## Vrste
1. Strephonema mannii Hook. fil.
2. Strephonema pseudocola A. Chev.
3. Strephonema sericeum Hook. fil.